# 鼎

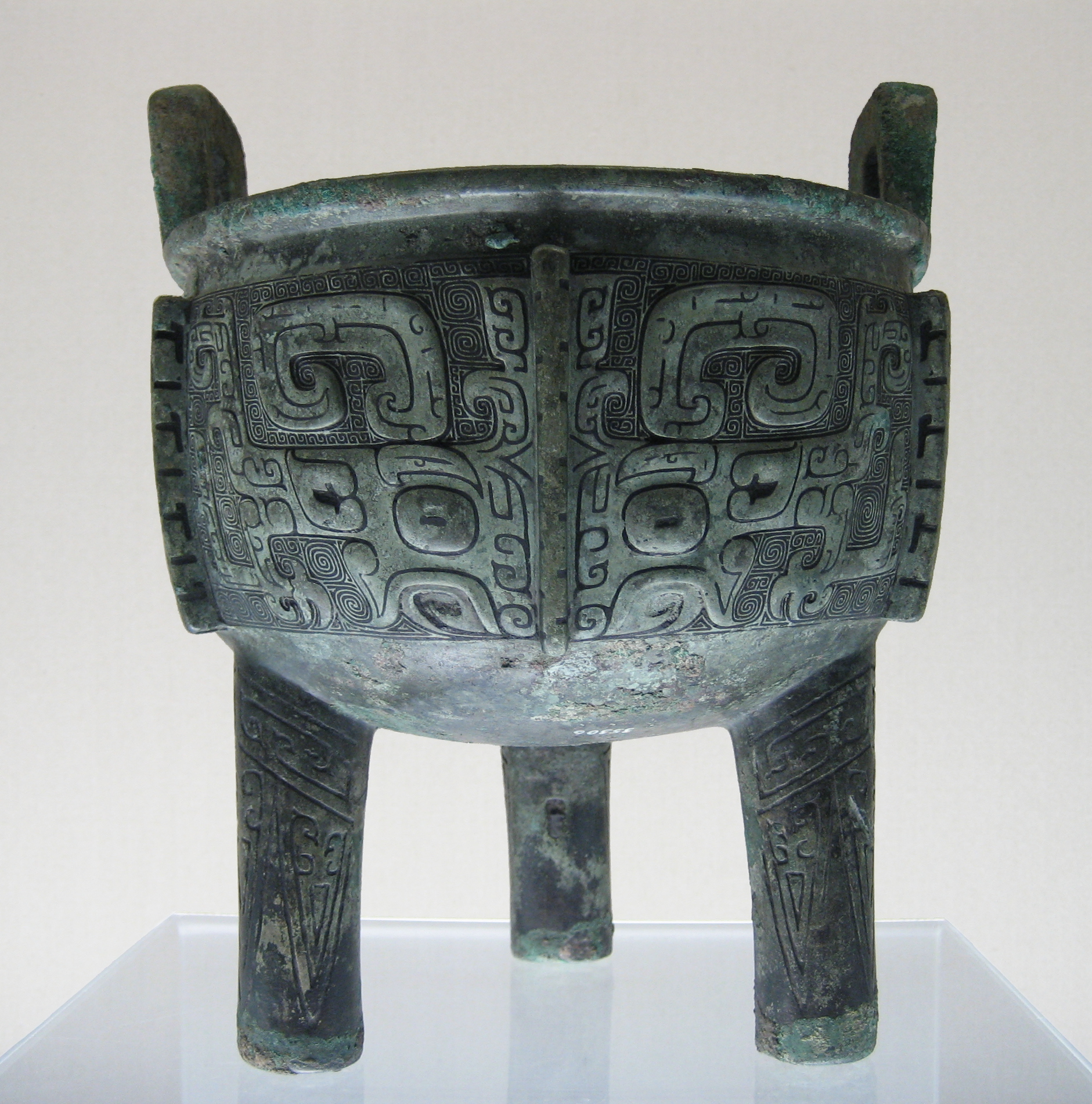
劉鼎。殷の末期の鼎

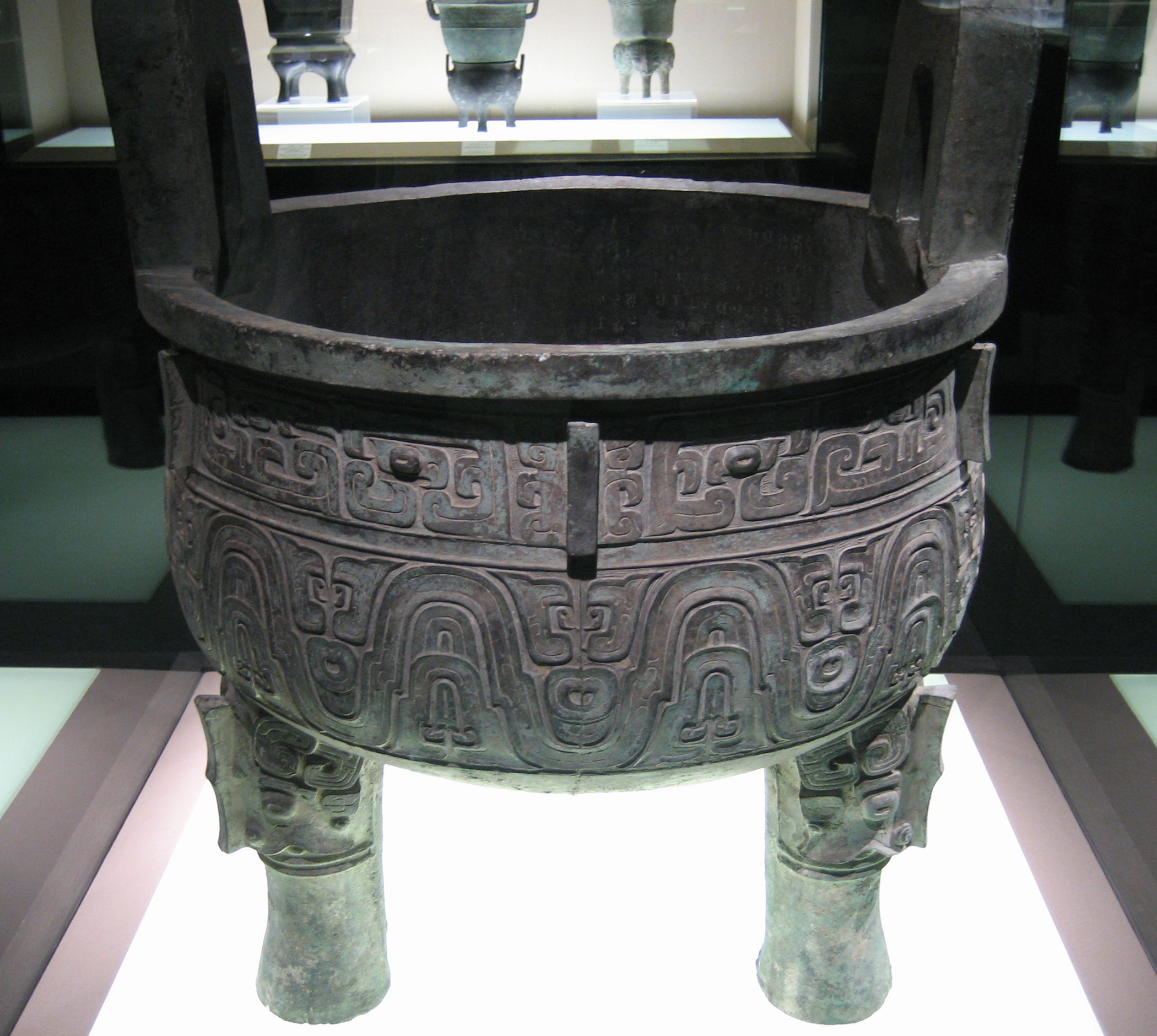
大克鼎

鼎（かなえ、てい）は、中国古代の器物の一種。土器あるいは青銅器であり、龍山文化期に登場し、漢代まで用いられた。

## 概説
通常はなべ型の胴体に中空の足が3つつき、青銅器の場合には横木を通したり鉤で引っ掛けたりして運ぶための耳が1対つくが、殷代中期から西周代前期にかけて方鼎といって箱型の胴体に4本足がつくものが出現した。蓋のついたものもあった。殷代、周代の青銅器の鼎には通常は饕餮紋などの細かい装飾の紋が刻まれており、しばしば銘文が刻まれる。
鼎はもともとは肉、魚、穀物を煮炊きする土器として出現したが、同時に宗廟において祖先神を祀る際にいけにえの肉を煮るために用いられたことから礼器の地位に高められ、精巧に作られた青銅器の鼎は国家の君主や大臣などの権力の象徴として用いられた。
現代において、鼎が調理に用いられることはないが、閩語では、中華鍋など、鍋全般を今でも「鼎」と呼んでいる。
また、鼎とそれを用いる古式の祭礼は廃れたが、入れ替わるように後漢代に伝来した仏教において仏具の一つである香炉の様式に採り入れられ（鼎形香炉）、祭器としての名残を現代まで伝えている。日本でもわずかに用いられており、それらは卓上サイズに小型化し、耳と足もごく縮小した装飾になっているが、中国では陶磁製の物も含めてより色濃く古代の鼎の形態をとどめており、道教の神々や祖先の霊を祀る廟では青銅製の大きなものが線香や紙銭を捧げられている姿を見ることができる。

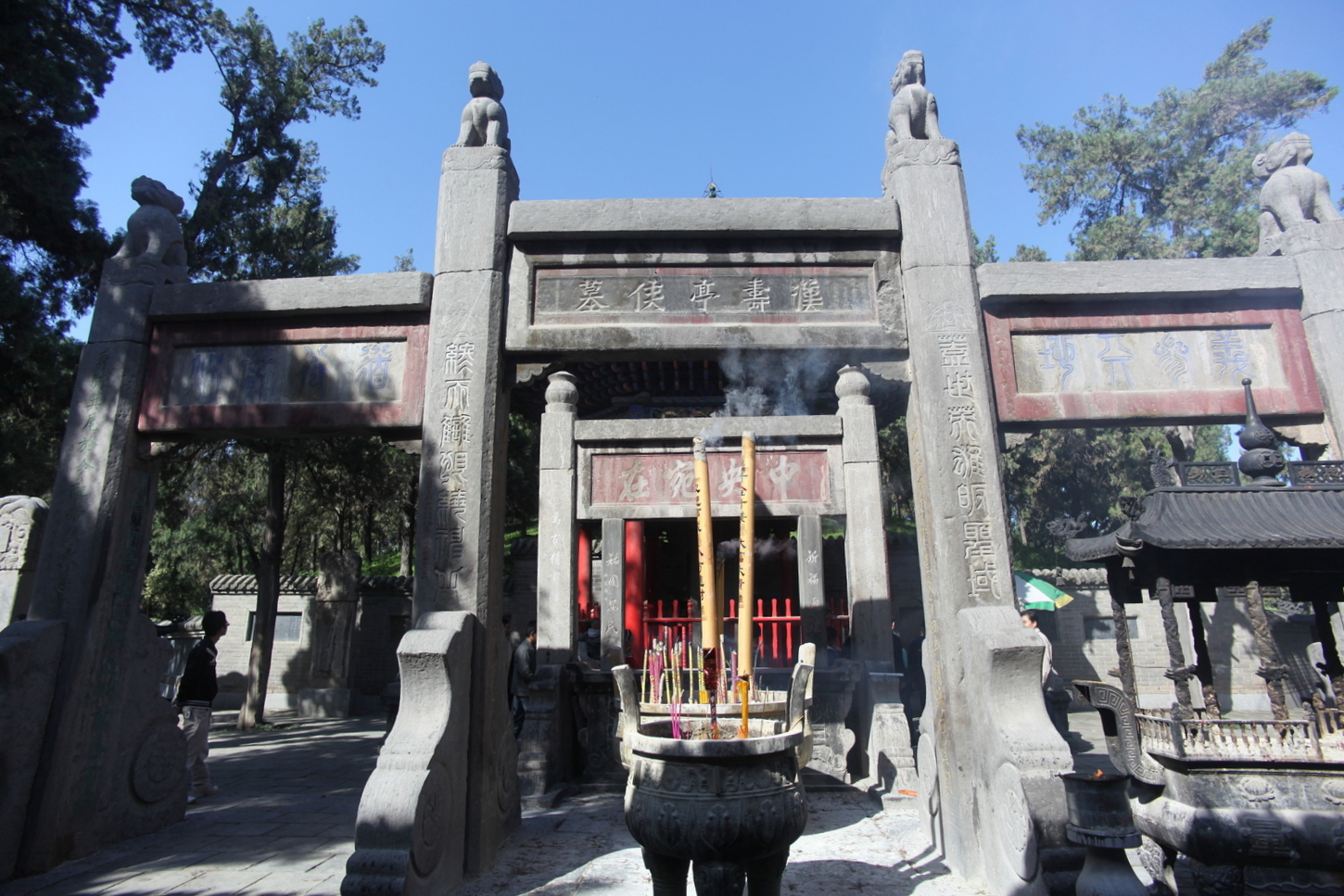
鼎形香炉が置かれた関帝廟

大和言葉の「かなえ（かなへ）」の語源としては、「かな（金）」と「へ（瓮）」から成る複合語とされる。

## 著名な鼎
- 司母戊大方鼎 - 史上最大、最重量の鼎で、青銅器のトップと言われている。
- 世紀宝鼎（中国語版） - 1995年に国際連合成立50周年を記念して国際連合に贈られた鼎。
- 毛公鼎 - 西周後期の鼎。長い銘文（金文）で知られる。
- 大克鼎（中国語版） - 西周末期の鼎。
- 九鼎 - 周代まで天子の象徴とされ、「鼎の軽重を問う」の故事で知られる。

## 鼎に関する言葉
鼎の足が3本であることから、3という数を表すことがある。
- 鼎談（ていだん） - 3人で会談すること。
- 鼎立（ていりつ） - 3つの勢力が並び立つ状態（三つ巴・巴戦）のこと。「三足鼎立」（さんそくていりつ）、「鼎足之勢」（ていそくのせい）などともいう。

権力の象徴として用いる。
- 問鼎軽重（もんていけいちょう）（wikt:鼎の軽重を問う） - 既存の権威や権力を疑い、あるいはそれに挑戦すること。（故事成語）。

重さの象徴として用いる。
- 一言九鼎（いちげんきゅうてい） - 一言が九鼎ほどに重みがある。「言重九鼎」（げんじゅうきゅうてい）ともいう。
- 筆力扛鼎（ひつりょくこうてい）「筆力鼎を扛ぐ」 - 重い鼎を持ち上げるほどに筆力が強い。（韓愈「病中贈張十八」から）。

立派なものの喩え。
- 「大名鼎鼎」（たいめいていてい）